# Montage California
Le montage California (ou cousu California) est un montage de chaussures qui tient en une seule couture, assemblant la tige, la bordure et la semelle intérieure. 
Le procédé de fabrication des chaussures California exige un tissu double-étoffe très solide comme semelle intérieure, parce que toute la tige y est cousue.
Dans un second temps, la forme est enfilée dans la tige cousue à la semelle intérieure.
La bande d'enrobage (ou bordure) est rabattue sur une semelle intercalaire.
Enfin on vient coller la semelle d'usure à la semelle intercalaire.

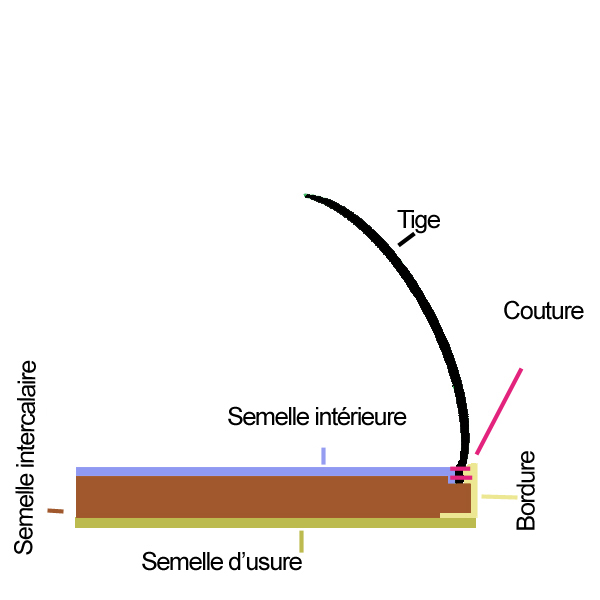
Montage california ou cousu california

## Origine
Le montage California est un procédé répandu depuis très longtemps chez les peuples asiatiques et arabes.
Il s'est néanmoins véritablement démocratisé aux États-Unis au cours de la Seconde Guerre mondiale. En effet à cette époque les machines étaient utilisées en priorité à des fins militaires. S'il y avait peu de machines disponibles à l'époque, les États-Unis étaient par contre riches en main-d’œuvre, le montage California présentait donc un énorme avantage, celui de pouvoir produire en grande quantité des chaussures de ville à faible coût, grâce à une main-d’œuvre majoritairement féminine.